# Condado de Roscommon
O Condado de Roscommon (Ros Comáin em irlandês) é um condado da República da Irlanda, na província de Connacht, no centro-oeste do país. A capital tem o mesmo nome do condado.
Roscommon tem como vizinhos os condados de Sligo a norte, Leitrim a nordeste, Longford e Westmeath a leste, Ofally a sudeste, Galway a sudoeste e Mayo a oeste.